# The Robbery
Pour les articles homonymes, voir Zigzag (homonymie).
Pour plus de détails, voir Fiche technique et Distribution.
The Robbery (Zig Zag) est un film américain réalisé par David S. Goyer et sorti en 2002. Il s'agit de son premier long métrage comme réalisateur. Le scénario est une adaptation du roman Zig Zag de Landon J. Napoleon

## Synopsis
En phase terminale d'un cancer, Dean Singer veut cependant consacrer ses derniers jours à prendre soin de son protégé du programme Big Brother, Louis Fletcher, aliasZig Zag, un autiste âgé de 15 ans. Dean lui trouve un travail à la plonge d'un restaurant appartenant à M. Walters. Le père de Louis, un homme violent et négligeant, lui demande de payer un « loyer », car il a en réalité des dettes auprès d'un certain Cadillac Tom. Zig Zag va obtenir la somme en volant l'argent dans le coffre-fort de Walters. Dean va alors tout faire pour restituer l'argent. Lui et Zig Zag vont prendre des risques excessifs et pourront compter sur des alliés surprenants.

## Fiche technique
Sauf indication contraire, les informations mentionnées dans cette section peuvent être confirmées par la base de données cinématographiques IMDb,  présente dans la section « Liens externes ».
- Titre français : The Robbery
- Titre original et québécois : Zig Zag
- Réalisation : David S. Goyer
- Scénario : David S. Goyer, d'après le roman Zig Zag de Landon J. Napoleon[1]
- Musique : Grant Lee Phillips
- Photographie : James L. Carter (en)
- Montage : Conrad Smart
- Décors : Philip Toolin
- Costumes : Susan L. Bertram
- Production : Elie Samaha et Andrew Stevens
  - Coproduction : James A. Holt, Alison Semenza
  - Production déléguée : Al Hayes, Tracee Stanley et William B. Steakley
- Sociétés de production : Franchise Pictures et Epsilon Motion Pictures
- Distribution : Silver Nitrate (États-Unis), Sony Pictures Home Entertainment (États-Unis, DVD), PlazaVista Entertainment (Suisse)
- Pays de production :  États-Unis
- Genre : drame
- Durée : 101 minutes, 96 minutes en DVD zone 2[2])
- Formats : Couleur - 1,85:1 - Dolby digital
- Dates de sortie : 
  - États-Unis : 10 mars 2002 (festival South by Southwest)
  - États-Unis : 14 juin 2002 (New York)
  - États-Unis : 9 juillet 2002 (sortie nationale)
  - Belgique : 4 juillet 2009
- Classification[3] :
  - États-Unis : R

## Distribution
- John Leguizamo (VF : Olivier Jankovic) : Dean Singer
- Wesley Snipes (VF : Thierry Desroses) : Dave Fletcher
- Oliver Platt (VF : Jean-Jacques Nervest) : M. Walters / « The Toad »
- Natasha Lyonne : Jenna « the Working Girl »
- Luke Goss : Cadillac Tom
- Sam Jones III (VF : Fabrice Trojani) : Louis « ZigZag » Fletcher
- Sherman Augustus : l'inspecteur Jonathan Hawke
- Michael Greyeyes : Dale
- Jullian Dulce Vida : Ramon
- Ivan Basso : Javier
- Abraham Benrubi : Hector
- Warren G. Hall : Wayne
- Daniel Louis Rivas : Rico
- Roberta Valderrama : Tawny
- Eddie Perez : Eddie